# Хавайско вулканично изригване
Хавайските изригвания са вид вулканични изригвания, които се характеризират със слаби или почти никакви експлозии на лава и почти никаква пепел. Такива изригвания са характерни за Хавайските вулкани (по-специално Килауеа). Обикновено това са ефузивни изригвания на магма с нисък вискозитет в чийто състав преобладава базалтът. Тя е с ниско съдържание на газ и обикновено когато е близо до отдушника е с много висока температура. Тези изригвания произвеждат много малко или никакво количество вулканична пепел и твърди вулканични материали.
Най-често този тип изригване се появява при вулкана Килауеа в Хавай и Ейяфятлайокутъл в Исландия. Други вулкани с Хавайски изригвания са Лейк в САЩ и остров Сюртсей в период между 1964 и 1967 г. Хавайските изригвания могат да се появяват и при Пукнатинни или Рифтови вулкани. При тях тези изригвания могат да достигнат дължина от няколко километра. Изригванията от тип Хавай са най-характерни за Щитовидните вулкани, като Мауна Кеа и най-вече Мауна Лоа. Ако Мауна Лоа се мери по височина от дъното на океана достига височина от около 10 000 m, което го прави най-високата планина в света. Мауна Лоа изригва по подобен начин през 1950 г., а през 1959 г. от калдерата на Килауеа изригват фонтани от лава. При изригванията на Килауеа в период от 1983 г. до днес се образува Щитовиден вулкански конус с височина от около 40 m. Хавайците го наричат Пу 'Оо.
Фисурните хавайски изригвания се появяват при Рифтовите вулкани. Те са възможно най-тихите и почти няма шумни експлозии. Обикновено в магмата, която поражда Хавайски изригвания има малко или почти няма газови балончета. Ако е така лавата се разлива тихо без шумни експлозии. Ако все пак в нея има някакво количество газове се получават лавови фонтани, които могат да достигат и дори да надхвърлят 380 m височина. През 1986 г. при изригването на вулкана Михара лавовите фонтани достигат височина от 1600 метра, което е световен рекорд в съвременната човешка история. Хавайските изригвания обикновено започват от пукнатини в земята от които се изхвърля лава и така се образуват лавови завеси. Лавата може да се надигне над цепнатината и да се разтече по склоновете. Така обикновено се образуват Пукнатинните и Щитовидните вулкани.

## Характеристики на Хавайските изригвания
Ключовият фактор за генериране на Хавайско изригване е базалтова магма с нисък вискозитет и ниско съдържание на вода, която представлява по-малко от 1% от целия състав магмата. Именно на това съдържание на вода се дължи ниският вискозитет на изригващата лава. Повече от половината от състава на магмата е базалт и поради това почти няма газови балони. Такъв базалт се намира в много голяма степен в състава на скалите в Хавай.
Има два типа Хавайски изригвания – Фисурни или Исландски и Хавайски. Фисурните се образуват, когато от пукнатина в земната кора изригва магма с малко по-висок вискозитет от Хавайската. Когато магмата достигне повърхността се образуват лавови завеси, които могат да достигнат височина от над 100 метра. Ако лавата прелее от пукнатината се разлива и така се образува Рифтов (Хребетен вулкан).
За Хаваите обаче е характерен другият тип изригване. На интервали се изхвърлят огнени фонтани от лава с височина над 500 метра. Тя почти винаги се разтича по склоновете на вулкана. Когато е в близост до отдушника лавата е гореща и тече бързо, но когато се отдалечи повърхността и се втвърдява и значително забавя скоростта си. Температурата и обаче се понижава съвсем малко и е способна да запали всичко, което може да гори. Но от нея лесно може да се избяга с ускорен ход.
Хавайските изригвания са най-привлекателните изригвания и са най-безопасните защото произвеждат изключително малко пепел. Въпреки това понякога и тези изригвания могат да застрашат животи тъй като дори и тихите вулкани, като Килауеа могат да изригнат експлозивно.